# Skomlin
Skomlin – wieś w Polsce położona w województwie łódzkim, w powiecie wieluńskim, w gminie Skomlin. Na terenie wsi jest 21 pomników przyrody, a przy drodze na łąki wielki głaz narzutowy. Miejscowość położona jest przy szosie z Byczyny do Wielunia.
Wieś królewska (tenuta) w powiecie wieluńskim województwa sieradzkiego w końcu XVI wieku.

## Historia
Wieś jest położona w odl. 13 km od Wielunia w kierunku pd.-zach. Skomlin znany jest już od 1210 r., bowiem wtedy ofiarowano go klasztorowi cysterek z pobliskich Łubnic. Wieś założona była na planie owalnicy, wytyczonej wzdłuż traktu prowadzącego z Wielunia na Śląsk. Była własnością szlachecką, m.in. Zawadzkich, Bartochowskich i Bąkowskich.
W okresie międzywojennym w miejscowości stacjonowała placówka Straży Celnej II linii „Skomlin”.
W trakcie II wojny światowej okupacyjna administracja niemiecka zniemczyła nazwę miejscowości, najpierw w latach 1939–1943 na Kemmel, a w latach 1943–1945 na Schommeln.
W Skomlinie 17 stycznia 1947 r. Wojskowy Sąd Rejonowy z Łodzi skazał na śmierć dwie osoby z "bandy" Babinicza. Rozprawa ta miała na celu zastraszenie zwolenników PSL Stanisława Mikołajczyka przed sfałszowanymi wyborami do Sejmu Ustawodawczego, które odbyły się 19 stycznia 1947 r.
W latach 1975–1998 miejscowość położona była w województwie sieradzkim.

## Zabytki
Kościół św. Filipa i Jakuba z 1740 r., trójnawowy, z pozornym sklepieniem beczkowym. Pod względem wyposażenia wnętrza należy do najciekawszych w Polsce drewnianych budowli barokowych. Zespół ołtarzy i ambona w stylu rokokowym. Na ścianach i sklepieniu polichromia z przedstawieniem siedmiu sakramentów – z 1776 r., malowana przez K. Więckowskiego. Ponadto we wsi znajduje się spichlerz podworski z 1777 r., konstrukcji zrębowej, dwukondygnacyjny, kryty gontem. Na cmentarzu stoi murowana kaplica św. Barbary z XVIII w., przebudowana w 1916 r. Na ścianie kaplicy – tablica poświęcona pamięci ppor. Bąkowskiego z 9 p. ułanów małopolskich, który poległ w walce pod Żółtańcami 19 sierpnia 1920 r. i groby ofiar terroru hitlerowskiego.

## Znani ludzie urodzeni w Skomlinie
W Skomlinie urodził się Alfons Olejnik ps. Kmicic, Roman, Babinicz - polski wojskowy, żołnierz powojennego podziemia antykomunistycznego.